# Thomas Esaeli
Thomas Esaeli (14 augustus 1974) is een voormalige Fijisch voetballer die bij voorkeur als middenvelder speelt. 
Op 16 april 2001 in de uitwedstrijd tegen Tonga maakte Esaeli zijn debuut voor Fiji voetbalelftal. Hij kwam in 64e minuut als invaller voor Marika Namaqa, de wedstrijd ging gewonnen met 1-8.
Esaeli beëindigde zijn voetbalcarrière in 2010.